# Curva di Bézier
Una curva di Bézier è una particolare curva parametrica, che ha grande applicazione nella computer grafica. Un metodo numericamente stabile per calcolare le curve di Bézier è l'algoritmo di de Casteljau.
Una generalizzazione delle curve di Bézier in tre dimensioni è chiamata superficie di Bézier di cui il triangolo di Bézier è uno specifico caso.

## Storia
Le curve di Bézier furono largamente pubblicizzate nel 1962 dall'ingegnere francese Pierre Bézier che le usò per disegnare le carrozzerie delle automobili. Le curve furono realizzate nel 1959 da Paul de Casteljau usando l'algoritmo di de Casteljau.
Bézier stabilì un modo di realizzare le curve a partire da due punti e una linea vettoriale, un sistema innovativo che permette ancora oggi agli operatori grafici di realizzare disegni curvilinei precisi. Le curve di Bézier possono essere realizzate da molti programmi di grafica vettoriale come Inkscape, GIMP, Corel Draw, Adobe Illustrator, Adobe After Effects o FreeHand, di modellazione 3D come Rhinocers e Grasshopper, Blender, o di cartografia piana come OCAD.

## Analisi dei casi

### Curve di Bézier lineari
Dati i punti {\displaystyle P_{0}} e {\displaystyle P_{1}}, una curva di Bézier lineare è il segmento avente come estremi i punti dati. Tale curva è data da
{\displaystyle \mathbf {B} (t)=(1-t)P_{0}+tP_{1},\quad t\in [0,1].}

### Curve di Bézier quadratiche
Una curva di Bézier quadratica è il percorso tracciato tramite la funzione {\displaystyle \mathbf {B} (t)} dati i punti {\displaystyle P_{0}}, {\displaystyle P_{1}}, e {\displaystyle P_{2}},
{\displaystyle \mathbf {B} (t)=(1-t)^{2}P_{0}+2t(1-t)P_{1}+t^{2}P_{2},\quad t\in [0,1].}
I fonts TrueType così come la grafica vettoriale di Adobe Flash usano le spline di Bézier composte da curve di Bézier quadratiche.

### Curve di Bézier cubiche
I quattro punti {\displaystyle P_{0}}, {\displaystyle P_{1}}, {\displaystyle P_{2}} e {\displaystyle P_{3}} nel piano o in uno spazio tridimensionale definiscono una curva di Bézier cubica. La curva ha inizio in {\displaystyle P_{0}} si dirige verso {\displaystyle P_{1}} e finisce in {\displaystyle P_{3}} arrivando dalla direzione di {\displaystyle P_{2}}. In generale, essa non passa dai punti {\displaystyle P_{1}} o {\displaystyle P_{2}}; questi punti sono necessari solo per dare alla curva informazioni direzionali. La distanza tra {\displaystyle P_{0}} e {\displaystyle P_{1}} determina quanto la curva si muove nella direzione di {\displaystyle P_{2}} prima di dirigersi verso {\displaystyle P_{3}}.
La forma parametrica della curva è:
{\displaystyle \mathbf {B} (t)=P_{0}(1-t)^{3}+3P_{1}t(1-t)^{2}+3P_{2}t^{2}(1-t)+P_{3}t^{3},\quad t\in [0,1].}
I moderni sistemi di imaging come PostScript, METAFONT e GIMP usano le spline di Bézier composte da curve di Bézier cubiche per disegnare forme curve.
Anche uno strumento semplice come Paint incluso in Windows dispone di semplici curve di Bézier cubica.

## Generalizzazione
La curva di Bézier di grado {\displaystyle n} può essere generalizzata come segue. Dati i punti {\displaystyle P_{0},P_{1},\ldots ,P_{n},} La curva di Bézier è:
{\displaystyle \mathbf {B} (t)=\sum _{i=0}^{n}{n \choose i}P_{i}(1-t)^{n-i}t^{i}=P_{0}(1-t)^{n}+{n \choose 1}P_{1}(1-t)^{n-1}t+\cdots +P_{n}t^{n},\quad t\in [0,1].}
Per esempio, per {\displaystyle n=5}:
{\displaystyle \mathbf {B} (t)=P_{0}(1-t)^{5}+5P_{1}t(1-t)^{4}+10P_{2}t^{2}(1-t)^{3}+10P_{3}t^{3}(1-t)^{2}+5P_{4}t^{4}(1-t)+P_{5}t^{5},\quad t\in [0,1].}
La derivata prima della curva di Bézier di grado {\displaystyle n} può essere generalizzata come segue:
{\displaystyle \mathbf {B} '(t)=\sum _{i=0}^{n}{\binom {n}{i}}P_{i}(1-t)^{n-i-1}t^{i-1}(i-nt)=n\sum _{i=0}^{n-1}b_{i,n-1}(t)(P_{i+1}-P_{i}),\quad t\in [0,1].}

### Terminologia
Queste curve parametriche possono essere descritte tramite una specifica terminologia. Data:
{\displaystyle \mathbf {B} (t)=\sum _{i=0}^{n}{n \choose i}P_{i}(1-t)^{n-i}t^{i},\quad t\in [0,1]}
I polinomi:
{\displaystyle {n \choose i}(1-t)^{n-i}t^{i}}
sono conosciuti come polinomi di base di Bernstein di grado {\displaystyle n} e sono definiti da:
{\displaystyle b_{i,n}(t):={n \choose i}t^{i}(1-t)^{n-i},\quad i=0,\ldots ,n,}
dove {\displaystyle \scriptstyle {n \choose i}} è il coefficiente binomiale di {\displaystyle n} su {\displaystyle i}.
I punti {\displaystyle P_{i}} sono chiamati punti di controllo per la curva di Bézier. Il poligono formato connettendo i punti attraverso linee rette, iniziando da {\displaystyle P_{0}} e finendo con {\displaystyle P_{n}}, è chiamato poligono di Bézier (o poligono di controllo). L'inviluppo convesso del poligono di Bézier contiene la curva di Bézier.

## Costruzione delle curve di Bézier

### Curve lineari
Il t nella funzione di una curva di Bézier lineare può essere pensato come la descrizione del tragitto di B(t) da P0 a P1. Per esempio quando t=0,25, B(t) è un quarto del percorso da P0 a P1. Al variare di t da 0 a 1, B(t) descrive l'intero segmento compreso tra P0 e P1.

### Curve quadratiche
Per le curve quadratiche di Bézier si possono costruire punti intermedi Q0 e Q1 al variare di t da 0 a 1:
- Il punto Q0 varia da P0 a P1 e descrive una curva lineare di Bézier.
- Il punto Q1 varia da P1 a P2 e descrive una curva lineare di Bézier.
- Il punto B(t) varia da Q0 a Q1 e descrive una curva quadratica di Bézier.

| Costruzione di una curva quadratica di Bézier |  | Animazione di una curva quadratica di Bézier, t in [0,1] |
| Costruzione di una curva quadratica di Bézier |  | Animazione di una curva quadratica di Bézier, t in [0,1] |

### Curve cubiche e di ordine superiore
Per curve di ordine superiore è necessario un maggior numero di punti intermedi.
Per una curva cubica si possono costruire i punti Q0, Q1 e Q2 che descrivono una curva di Bézier lineare, e i punti R0 e R1 che descrivono una curva di Bézier quadratica:
| Costruzione di una curva di Bézier cubica |  | Animazione di una curva di Bézier cubica, t in [0,1] |
| Costruzione di una curva cubica Bézier    |  | Animazione di una cubica di Bézier, t in [0,1]       |

Per curve di quarto ordine è possibile costruire i punti intermedi Q0, Q1, Q2 e Q3 che descrivono curve di Bézier lineari, i punti R0, R1 e R2 che descrivono curve quadratiche di Bézier, e i punti S0 e S1 che descrivono una curva di Bézier cubica:
| Costruzione di una curva di Bézier di quarto ordine |  | Animazione di una curva di Bézier di quarto ordine, t in [0,1] |
| Costruzione di una curva di Bézier di quarto ordine |  | Animazione di una curva di Bézier di quarto ordine, t in [0,1] |

## Applicazioni nella computer grafica
Le curve di Bézier sono largamente usate nella computer grafica per modellare curve smussate. Dato che la curva è contenuta completamente nell'insieme convesso dei suoi punti di controllo, i punti possono essere visualizzati graficamente ed usati per manipolare la curva intuitivamente. Trasformazioni geometriche come traslazione, omotetia e rotazione possono essere applicate alla curva applicando le rispettive trasformazioni sui punti di controllo della curva.
Le più importanti curve di Bézier sono le quadratiche e cubiche. Curve di grado più alto sono molto più costose da valutare. Quando sia necessario realizzare forme più complesse, più curve di secondo o terzo ordine sono "incollate" insieme (obbedendo a certe condizioni di smooth) in forma di spline di Bézier.
Il codice seguente è un semplice e pratico esempio che mostra come disegnare una curva di Bézier cubica in C. Da notare che viene semplicemente calcolato il coefficiente del polinomio e si cicla su una serie di valori di {\displaystyle t} da 0 a 1. In pratica questo è come viene effettivamente fatto, anche se esistono altri metodi, come l'algoritmo di de Casteljau, che sono spesso citati in discussioni sulla grafica. Questo perché in pratica un algoritmo lineare come questo è veloce e meno costoso di uno ricorsivo come quello di de Casteljau.
```
/******************************************************

  Codice per generare una curva di Bézier cubica

  Attenzione - codice testato

 *******************************************************/

 

  
typedef
 
struct

  
{

 	
float
 
x
;

 	
float
 
y
;

  
}

  
Point2D
;

 

 
/******************************************************

  cp è un array di 4 elementi dove:

  cp[0] è il punto iniziale

  cp[1] è il primo punto di controllo

  cp[2] è il secondo punto di controllo

  cp[3] è il punto finale

 

  t è il valore del parametro, 0 <= t <= 1

 *******************************************************/

 

  
Point2D
 
PointOnCubicBezier
(
 
Point2D
*
 
cp
,
 
float
 
t
 
)

  
{

 	
float
   
ax
,
 
bx
,
 
cx
;

 	
float
   
ay
,
 
by
,
 
cy
;

 	
float
   
tSquared
,
 
tCubed
;

 	
Point2D
 
result
;

 	

 	
/* calcolo dei coefficienti del polinomio */

 	

 	
cx
 
=
 
3.0
 
*
 
(
cp
[
1
].
x
 
-
 
cp
[
0
].
x
);

 	
bx
 
=
 
3.0
 
*
 
(
cp
[
2
].
x
 
-
 
cp
[
1
].
x
)
 
-
 
cx
;

 	
ax
 
=
 
cp
[
3
].
x
 
-
 
cp
[
0
].
x
 
-
 
cx
 
-
 
bx
;

 	

 	
cy
 
=
 
3.0
 
*
 
(
cp
[
1
].
y
 
-
 
cp
[
0
].
y
);

 	
by
 
=
 
3.0
 
*
 
(
cp
[
2
].
y
 
-
 
cp
[
1
].
y
)
 
-
 
cy
;

 	
ay
 
=
 
cp
[
3
].
y
 
-
 
cp
[
0
].
y
 
-
 
cy
 
-
 
by
;

 	

 	
/* calcolo del punto della curva in relazione a t */

 	

 	
tSquared
 
=
 
t
 
*
 
t
;

 	
tCubed
 
=
 
tSquared
 
*
 
t
;

 	

 	
result
.
x
 
=
 
(
ax
 
*
 
tCubed
)
 
+
 
(
bx
 
*
 
tSquared
)
 
+
 
(
cx
 
*
 
t
)
 
+
 
cp
[
0
].
x
;

 	
result
.
y
 
=
 
(
ay
 
*
 
tCubed
)
 
+
 
(
by
 
*
 
tSquared
)
 
+
 
(
cy
 
*
 
t
)
 
+
 
cp
[
0
].
y
;

 	

 	
return
 
result
;

  
}

 

 
/*****************************************************************************

  ComputeBezier riempie un array di strutture Point2D  con i punti della curva 

  generati dai punti di controllo cp. Il chiamante deve allocare memoria 

  sufficiente per il risultato che è <sizeof(Point2D) * numeroDiPunti>

 ******************************************************************************/

 

  
void
	
ComputeBezier
(
 
Point2D
*
 
cp
,
 
int
 
numberOfPoints
,
 
Point2D
*
 
curve
 
)

  
{

 	
float
 
dt
;

 	
int
   
i
;

 	

 	
dt
 
=
 
1.0
 
/
 
(
 
numberOfPoints
 
-
 
1
 
);

 	

 	
for
(
 
i
 
=
 
0
;
 
i
 
<
 
numberOfPoints
;
 
i
++
 
)

 		
curve
[
i
]
 
=
 
PointOnCubicBezier
(
 
cp
,
 
i
*
dt
 
);

  
}

```

### Applicazione in Visual Basic 6
```
'Option Explicit

'questo deve essere inserito in un modulo'

Type
 
BezierPoint

    
X
 
As
 
Single

    
Y
 
As
 
Single

End
 
Type

'Inserire il tutto in un form con il name form2

Public
 
Sub
 
iDrawBez
()

Dim
 
iPoint
(
5
)
 
As
 
BezierPoint

    

    
'Il primo e l'ultimo indice determinano il Piniziale e il Pfinale

    
iPoint
(
0
).
X
 
=
 
1000

    
iPoint
(
0
).
Y
 
=
 
1000

    
iPoint
(
1
).
X
 
=
 
6500

    
iPoint
(
1
).
Y
 
=
 
5500

    
iPoint
(
2
).
X
 
=
 
4000

    
iPoint
(
2
).
Y
 
=
 
5000

    
iPoint
(
3
).
X
 
=
 
9000

    
iPoint
(
3
).
Y
 
=
 
3000

    
iPoint
(
4
).
X
 
=
 
12200

    
iPoint
(
4
).
Y
 
=
 
4000

    
iPoint
(
5
).
X
 
=
 
5200

    
iPoint
(
5
).
Y
 
=
 
3400

        

    
DrawBezier
 
iPoint
()

End
 
Sub

Private
 
Sub
 
DrawBezier
(
iPoint
()
 
As
 
BezierPoint
)

    
Dim
 
ax
 
As
 
Single
,
 
bx
 
As
 
Single
,
 
cx
 
As
 
Single
,
 
ay
 
As
 
Single
,
 
by
 
As
 
Single
,
 
cy
 
As
 
Single
,
 
xt
 
As
 
Single
,
 
yt
 
As
 
Single

    
Dim
 
axN
 
As
 
Single
,
 
bxN
()
 
As
 
Single
,
 
cxN
()
 
As
 
Single
,
 
ayN
 
As
 
Single
,
 
byN
()
 
As
 
Single
,
 
cyN
()
 
As
 
Single
,
 
xtN
 
As
 
Single
,
 
ytN
 
As
 
Single

    

    
Dim
 
t
 
As
 
Single
,
 
I
 
As
 
Integer

    
Dim
 
iTotPoints
 
As
 
Integer

    
Dim
 
X
 
As
 
Integer

    

    
iTotPoints
 
=
 
UBound
(
iPoint
)

    

    
ReDim
 
bxN
(
iTotPoints
)
 
As
 
Single

    
ReDim
 
cxN
(
iTotPoints
)
 
As
 
Single

    
ReDim
 
byN
(
iTotPoints
)
 
As
 
Single

    
ReDim
 
cyN
(
iTotPoints
)
 
As
 
Single

    

    
Form2
.
Cls

    
Form2
.
DrawWidth
 
=
 
1

    
'Draws control lines

    
Form2
.
ForeColor
 
=
 
vbBlue

    

    
For
 
X
 
=
 
0
 
To
 
iTotPoints
 
-
 
1

        
Form2
.
Line
 
(
iPoint
(
X
).
X
,
 
iPoint
(
X
).
Y
)
-
(
iPoint
(
X
 
+
 
1
).
X
,
 
iPoint
(
X
 
+
 
1
).
Y
)

    
Next
 
X

    
Form2
.
ForeColor
 
=
 
vbRed

    

    
'The following is the core of the program.

    
' All others are just for dragging.

    
cxN
(
0
)
 
=
 
0

    
For
 
X
 
=
 
1
 
To
 
iTotPoints
 
-
 
1

        
cxN
(
X
)
 
=
 
iTotPoints
 
*
 
(
iPoint
(
X
).
X
 
-
 
iPoint
(
X
 
-
 
1
).
X
)
 
-
 
cxN
(
X
 
-
 
1
)

    
Next
 
X

        

    
'Calcolo di ax

    
axN
 
=
 
iPoint
(
iTotPoints
).
X
 
-
 
iPoint
(
0
).
X

    
For
 
X
 
=
 
1
 
To
 
iTotPoints
 
-
 
1

        
axN
 
=
 
axN
 
-
 
cxN
(
X
)

    
Next
 
X

    

    
cyN
(
0
)
 
=
 
0

    
For
 
X
 
=
 
1
 
To
 
iTotPoints
 
-
 
1

        
cyN
(
X
)
 
=
 
iTotPoints
 
*
 
(
iPoint
(
X
).
Y
 
-
 
iPoint
(
X
 
-
 
1
).
Y
)
 
-
 
cyN
(
X
 
-
 
1
)

    
Next
 
X

        

    
'Calcolo di ay

    
ayN
 
=
 
iPoint
(
iTotPoints
).
Y
 
-
 
iPoint
(
0
).
Y

    
For
 
X
 
=
 
1
 
To
 
iTotPoints
 
-
 
1

        
ayN
 
=
 
ayN
 
-
 
cyN
(
X
)

    
Next
 
X

        

    
For
 
t
 
=
 
0
 
To
 
1
 
Step
 
0.0001

        
xtN
 
=
 
axN
 
*
 
t
 
^
 
iTotPoints

        
ytN
 
=
 
ayN
 
*
 
t
 
^
 
iTotPoints

    

        
For
 
X
 
=
 
iTotPoints
 
-
 
1
 
To
 
1
 
Step
 
-
1

            
xtN
 
=
 
xtN
 
+
 
cxN
(
X
)
 
*
 
t
 
^
 
X

            
ytN
 
=
 
ytN
 
+
 
cyN
(
X
)
 
*
 
t
 
^
 
X

        
Next
 
X

        

        
xtN
 
=
 
xtN
 
+
 
iPoint
(
0
).
X

        
ytN
 
=
 
ytN
 
+
 
iPoint
(
0
).
Y

    

        
Form2
.
PSet
 
(
xtN
,
 
ytN
)
 
'Draw Lines for a finer curve

    
Next
 
t

    
Form2
.
ForeColor
 
=
 
vbYellow

    
Form2
.
DrawWidth
 
=
 
4

    
For
 
I
 
=
 
0
 
To
 
3

        
Form2
.
PSet
 
(
iPoint
(
I
).
X
,
 
iPoint
(
I
).
Y
)

        
'Debug.Print " (x" & I & ", y" & I & ")"

    
Next
 
I

End
 
Sub

```

## Curve di Bézier razionali
Alcune curve che sembrano semplici, come la circonferenza, non possono essere descritte da una curva di Bézier, quindi abbiamo bisogno di maggiori gradi di libertà.
La curva di Bézier razionale aggiunge pesi che possono essere aggiustati. Il numeratore è una curva di Bézier in forma di Bernstein pesata e il denominatore è una somma pesata di polinomi di Bernstein.
Dati {\displaystyle n+1} punti di controllo {\displaystyle P_{i}}, la curva di Bézier razionale è data da:
{\displaystyle \mathbf {B} (t)={\frac {\sum _{i=0}^{n}b_{i,n}(t)P_{i}w_{i}}{\sum _{i=0}^{n}b_{i,n}(t)w_{i}}},}
o semplicemente da
{\displaystyle \mathbf {B} (t)={\frac {\sum _{i=0}^{n}{n \choose i}t^{i}(1-t)^{n-i}P_{i}w_{i}}{\sum _{i=0}^{n}{n \choose i}t^{i}(1-t)^{n-i}w_{i}}}.}